# عبد القادر العظم
عبد القادر العظم (1881-1960) رجل دولة سوري من دمشق، كان ثاني رئيس للجامعة السورية ما بين 1936-1941، وشغل وزارة المالية لفترة قصيرة أيام الثورة السورية الكبرى، كما عُيّن رئيساً لمجلس الشورى خلال الحرب العالمية الثانية.

## البداية
ولِد عبد القادر العظم في قرية مسرابا التابعة لقضاء دوما في غوطة دمشق وهو ابن سلالة عريقة حَكمت دمشق في القرن الثامن عشر. دَرس في المدرسة العازارية في باب توما وفي المدرسة الجقمقية في باب البريد وفي مكتب عنبر، والتحق بالمعهد الملكي في إسطنبول لإتمام تحصيله الجامعي، حيث تخرج عام 1904. خلال دراسته في إسطنبول كان يُقيم في منزل شفيق مؤيد العظم، أحد أقرباء الأسرة الذي انتخب نائباً عن دمشق في مجلس المبعوثان وشُنق لاحقاً في ساحة المرجة بدمشق وقد تزوج عبد القادر العظم من كريمته.

## العمل الإداري
بدأ حياته المهنية موظفاً في مكتب والي الشام وفي عام 1915 عُين قائم مقام على قضاء دوما ثم موظفاً في عدد من دول البلقان حتى نهاية الحرب العالمية الأولى عام 1918. بعد سقوط الحكم العثماني في سورية، عاد إلى دمشق وبايع الأمير فيصل بن الحسين حاكماً عربياً على المدينة، وقام الأخير بتعيينه متصرفاً على حماة ثمّ مديراً عاماً للمطبوعات حتى عام 1920. 

## عميداً لمعهد الحقوق
بعد انهيار حكم الأمير فيصل وفرض الانتداب الفرنسي على سورية، انتقل عبد القادر العظم إلى مهنة التدريس وأصبح عميداً لمعهد الحقوق. تعاون مع نخبة من الحقوقيين والمحامين للارتقاء بالمعهد، فعيّن فارس الخوري مدرساً لمادة أصول المحاكمات وطلب من مفتي دمشق الأسبق الشيخ سليمان الجوخدار تدريس مادة الأوقاف، كما كلّف أمين سويد بمادة الفقه الإسلامي وشاكر الحنبلي بمادة الحقوق الإدارية. ضمت قائمة طلابه عدداً من السياسيين الكبار، مثل خالد العظم وصبري العسلي وأسعد كوراني.
وفي صيف عام 1923، قررت المفوضية العليا في بيروت دمج معهد الحقوق مع معهد الطب لتأسيس الجامعة السورية. رُشح عبد القادر العظم لرئاسة الجامعة وكان في منافسة مع كل من عميد معهد الطب الدكتور رضا سعيد ومحمّد كرد علي، رئيس مجمع اللغة العربية. رأى العظم أنه أحق بهذا المنصب من زملائه، لكونه بحاجة أكثر منهما إلى راتب رئاسة الجامعة. كتب في مذكراته أن رضا سعيد كان يتقاضى راتباً ثابتاً من معهد الطب ودخلاً محترماً من عيادته الطبية، وكذلك محمّد كرد علي الذي كان له مصدران للدخل، الأول من مجمع اللغة العربية والثاني من رئاسة تحرير جريدته المقتبس. ومع ذلك فقد ذهبت رئاسة الجامعة لرضا سعيد وبقي عبد القادر العظم في مكانه عميداً لكلية الحقوق.

## الاستقالة من معهد الحقوق
بعد أشهر معدودة على ولادة الجامعة السورية، حصل خلاف بين طلاب الحقوق ومحمّد كرد علي، الذي كان يدّرسهم مادة اللغة العربية. اعترضوا على أسلوبه في التعليم وكتبوا ضده في الصحف اليومية، طالبين منه ترك التدريس والتفرغ للكتابة والنشر، قائلين إنه قليل الصبر وسريع الغضب. خرجت مظاهرة طلابية ضد الأستاذ كرد علي استقال على أثرها عبد القادر العظم من منصبه، تعاطفاً مع زميله، وتم تكليف المحامي والأستاذ فوزي الغزي بإدارة شؤون المعهد. ولكنه سرعان ما عاد عن الاستقالة بطلب من رئيس الجامعة، وطوي الأمر لكي لا تستخدمه فرنسا ذريعة لإغلاق الجامعة.

## وزيراً في حكومة الداماد أحمد نامي
عُين عبد القادر العظم وزيراً للمالية في حكومة الداماد أحمد نامي من 12 حزيران وحتى 2 كانون الأول 1926. كان ذلك في ظل الثورة السورية الكبرى، حيث أراد أحمد نامي توسيع قاعدة المشاركة السياسية في حكومتة لإرضاء أكبر شريحة ممكنة من الناس، بما في ذلك طلاب الجامعة السورية.

## رئيساً للجامعة السورية
في عام 1936 صدر قانون التقاعد في سورية وشمل الدكتور رضا رسعيد، فتم تكليف عبد القادر العظم برئاسة الجامعة. واجه تحديات جمّة بسبب انفجار طلاب الجامعة في وجه فرنسا لرفضها التصديق على معاهدة الاستقلال الأولى مع الحكومة السورية ولإعطائها منطقة لواء إسكندرون لتركيا، لضمان حيادها في الحرب العالمية الثانية. كما حَصلت مناوشات كبيرة بين الطلاب المؤيدين للكتلة الوطنية وزملائهم المناصرين للدكتور عبد الرحمن الشهبندر، بعد اغتيال الأخير عام 1940 وتوجيه أصابع الاتهام لقادة الكتلة الوطنية. أثرت كل هذه الظروف على سير العملية التعليمية في عهد عبد القادر العظم، قبل اندلاع الحرب العالمية الثانية عام 1939.

## رئيساً لمجلس الشورى
في منتصف الحرب وبعد سقوط سورية في يد حكومة فيشي الفرنسية الموالية لألمانيا النازية، عُين خالد العظم رئيساً للدولة، وهو أحد الطلاب القدامى في معهد الحقوق. طلب من أستاذه تولي رئاسة مجلس الشورى، المسؤول عن دراسة القوانين والأنظمة قبل رفعها إلى رئيس الدولة، فقبل عبد القادر العظم المنصب وحافظ عليه حتى عام 1944.

## السنوات الأخيرة والوفاة
في عهد الاستقلال وبعد جلاء القوات الفرنسية عن سورية، سمّي عبد القادر العظم مفوضاً باسم الحكومة السورية إلى شركة حصر التبغ والتنباك، وظلّ في هذا المنصب الفخري حتى إحالته إلى التقاعد عام 1949. تفرغ بعدها للكتابة وتوفي في دمشق عن عمر ناهز 73 عاماً سنة 1960.

## مؤلفاته
وضع عبد القادر العظم عدداً من المؤلفات القيمة، كان أبرزها كتاب «عِلم الاقتصاد» بأجزائه الثلاثة، الذي صدر عن مطبعة الجامعة السورية في الفترة ما بين 1931-1940. كما ألف كتاباً عن تاريخ عائلة العظم باسم «الأسرة العظمية» ووضع مذكراته عام 1951.